# Shahdol
Shahdol é uma cidade e um município no distrito de Shahdol, no estado indiano de Madhya Pradesh.

## Geografia
Shahdol está localizada a 23° 17′ N, 81° 21′ L. Tem uma altitude média de 464 metros (1 522 pés).

## Demografia
Segundo o censo de 2001, Shahdol tinha uma população de 78 583 habitantes. Os indivíduos do sexo masculino constituem 53% da população e os do sexo feminino 47%. Shahdol tem uma taxa de literacia de 76%, superior à média nacional de 59,5%: a literacia no sexo masculino é de 82% e no sexo feminino é de 69%. Em Shahdol, 12% da população está abaixo dos 6 anos de idade.